# Sungkyunkwan Scandal
Sungkyunkwan Scandal (hangul: 성균관 스캔들; rr: Seong-gyungwan Seukaendeul) é um drama sul-coreano do gênero histórico de 2010, transmitido pela KBS2 a partir de 30 de agosto a 2 de novembro de 2010. É estrelado por Park Min-young, Park Yu-chun, Yoo Ah-in e Song Joong-ki.

## Elenco

### Elenco principal
- Park Min-young como Kim Yoon-hee (apelidado Dae-mul)
- Park Yuchun como Lee Sun-joon (apelidado Ga-rang')
- Yoo Ah-in como Moon Jae-shin (apelidado Geol-oh)
- Song Joong-ki como Gu Yong-ha (apelidado Yeo-rim)
- Jun Tae-soo como Ha In-soo
- Seo Hyo-rim como Ha Hyo-eun
- Kim Min-seo como Cho-sun
- Ahn Nae-sang como Jeong Yak-yong
- Jo Sung-ha como Rei Jeongjo de Joseon
- Kim Kap-su como Lee Jung-moo (Ministro de Estado esquerda)
- Lee Jae-yong como Ha Woo-kyu (Ministro da Guerra)
- Kim Mi-kyung como Ms. Jo (mãe de Yoon-hee)

### Coadjuvantes
- Kang Sung-pil como Im Byung-choon
- Kim Dong-yoon como Seol Go-bong
- Chae Byung-chan como Kang-moo
- Park Geun-soo como Yoo Chang-ik
- Kim Ha-kyoon como Choi Shin-mook
- Kim Young-bae como Go Jang-bok
- Im Young-pil como Ham Choon-ho
- Kim Jung-kyoon como Ahn Do-hyun
- Jang Se-hyun como Kim Woo-tak
- Hwang Chan-woo como Bae Hae-won
- Joo Ah-sung como Nam Myung-shik
- Lee In como Park Dal-jae
- Kim Ik-tae como Primeiro ministro Chae Je-gong
- Han Yun como Kim Yoon-shik (irmão de Yoon-hee)
- Choi Dong-joon como Moon Geun-soo (Ministro da Justiça)
- Park Dong-bin como o mordomo do Ministro da Guerra
- Kim Kwang-gyu como Hwang-ga
- Ryu Dam como Soon-dol
- Sung Hyun-joo como Beo-deul
- Im Yoon-jung como Aeng-aeng
- Jung Hye-mi como Seom-seom
- Lee Min-ho como Bok-soo (pequeno ladrão)
- Kim Dong-hyun como Bok-dong (rapaz página)
- Park Chul-min como oficial de Hanseongbu
- Lee Dal-hyung como o pai da Gu Yong-ha
- Bang Joon-seo como Kim Yoon-hee (jovem)
- Lee Won-jong como xamã Bak-soo (camafeu, ep 8)
- Oh Na-mi como amigo de Hyo-eun (camafeu, ep 10)
- Seo Ji-yoon como gisaeng aposentado (camafeu)

## Prêmios
| Ano  | Prêmio                                                         | Categoria                                      | Vencedor                                               | Ref                |
| ---- | -------------------------------------------------------------- | ---------------------------------------------- | ------------------------------------------------------ | ------------------ |
| 2010 | KBS Drama Awards                                               | Prêmio de Excelência - Série Drama, Atriz      | Park Min-young                                         | [ 4 ]              |
| 2010 | KBS Drama Awards                                               | Melhor Ator Nova                               | Park Yuchun                                            | [ 4 ]              |
| 2010 | KBS Drama Awards                                               | Popularity Award                               | Song Joong-ki                                          | [ 4 ]              |
| 2010 | KBS Drama Awards                                               | Prêmio de Popularidade                         | Park Yuchun Park Min-young                             | [ 4 ]              |
| 2010 | KBS Drama Awards                                               | Melhor Casal                                   | Yoo Ah-in e Song Joong-ki Park Yuchun e Park Min-young | [ 4 ]              |
| 2011 | 47th Baeksang Arts Awards                                      | Best New Director                              | Kim Won-suk                                            | [ 5 ]              |
| 2011 | 47th Baeksang Arts Awards                                      | Melhor Ator Nova                               | Park Yuchun                                            | [ 5 ]              |
| 2011 | 47th Baeksang Arts Awards                                      | Prêmio de Popularidade                         | Park Yuchun                                            | [ 5 ]              |
| 2011 | 6th Seoul International Drama Awards                           | Drama coreano excelente                        |                                                        | [ 6 ] [ 7 ]        |
| 2011 | 6th Seoul International Drama Awards                           | Drama coreano excelente - Melhor Ator          | Park Yuchun                                            | [ 6 ] [ 7 ]        |
| 2011 | 6th Seoul International Drama Awards                           | Prêmio de Popularidade da Ásia                 | Park Yuchun                                            | [ 6 ] [ 7 ]        |
| 2011 | 4th Korea Drama Awards                                         | Melhor diretor                                 | Kim Won-suk                                            |                    |
| 2011 | 38th Korea Broadcasting Awards                                 | Melhor Drama de comprimento médio              |                                                        |                    |
| 2012 | 55th New York Festivals International Television & Film Awards | Medalha de Bronze Mundial de Melhor Minissérie |                                                        | [ 8 ] [ 9 ] [ 10 ] |